# 공업

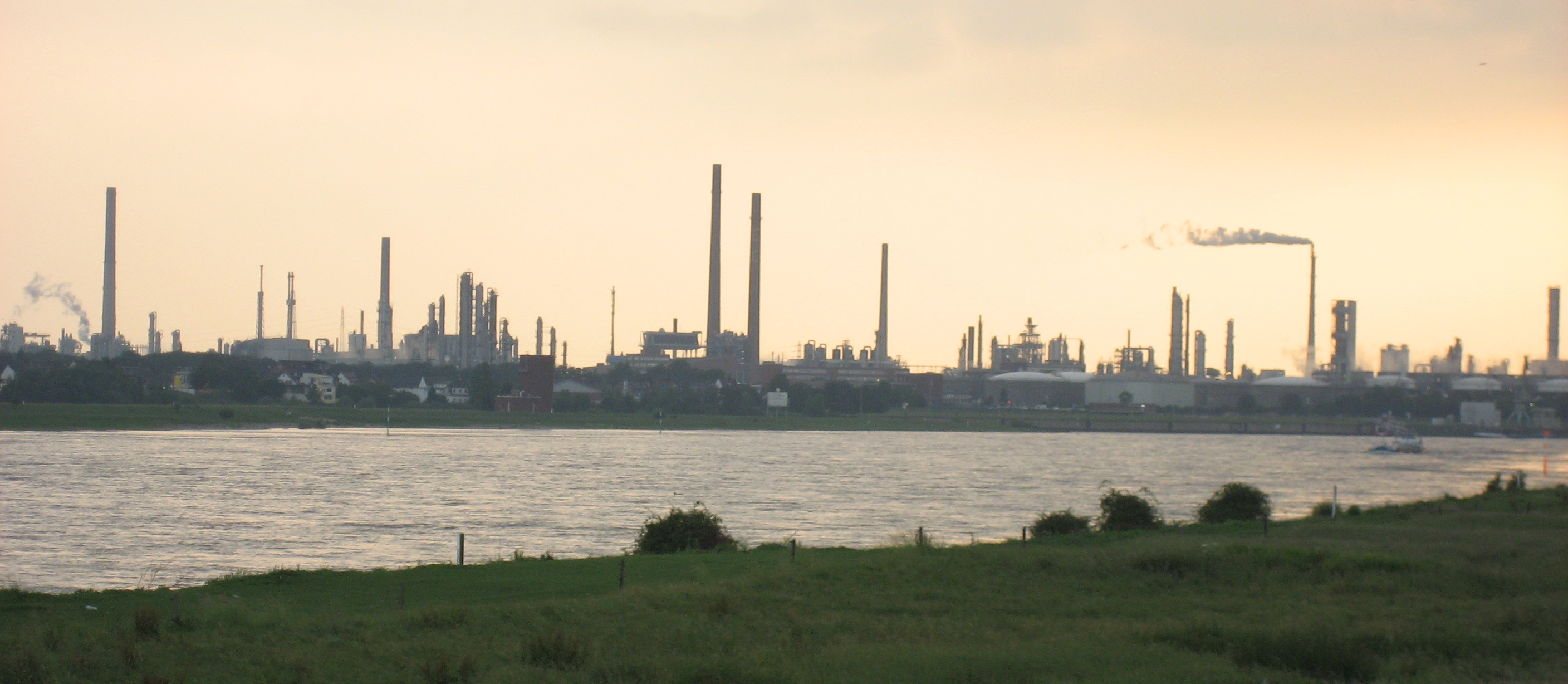

공업(工業)은 원자재를 가공해 제품을 만드는 산업이다. 제2차 산업 중(광업을 제외) 건설업 및 제조업의 대부분에 해당한다.

## 공업의 입지
산업혁명의 물결이 제조업에 미치고 목탄이 석탄·코크스로 대체되었을 때 제철업계는 그 입지로 제일 먼저 탄전(강점결탄)을 택했는데 현대 제공업의 입지는 원료, 연료, 용수, 수송, 소비 등의 많은 요인을 고려해서 결정해야 한다.

## 공업지역
서유럽, 미국과 캐나다 접경의 5대호 지방, 일본 등지에서 많은 도시가 집중하여 대인구를 거느린 공업지역이 형성되어 있다. 소련에서는 수차의 경제계획에 의해 종합기업으로서 광대한 지역에 걸치는 공업지역(콤비나트)이 여러 곳에 건설되었고, 동유럽과 중국에서도 공업건설이 진행되고 있다. 남미제국·오스트레일리아·인도·파키스탄 등 신흥국가에도 근대공업도시가 출현했지만 아직 충실한 공업지역이 형성되기까지에는 이르지 못하고 있다. 서유럽 공업지역 - 근대공업의 발상지인 서유럽제국은 세계 전역을 원료구입·제품판매의 시장으로 하는 공업으로서 번영을 누려왔다. 자원이나 시장을 획득하기 위한 국가간의 경쟁이 몇 차례의 전쟁을 불러일으켰으며, 한편, 미국·러시아·일본 등의 대두가 있어 강력한 경쟁 압력을 받으면서도 EEC, EFTA 등의 조직의 힘으로 번영을 유지하고 있다. 서유럽 공업의 중심은 암스테르담, 프랑스의 릴, 독일의 루르지방을 잇는 삼각지대이다. 북아메리카 공업지역 - 막대한 자원과 고도의 기술수준을 자랑하는 미국엔 대량생산방식에 입각한 각종 공업이 발달해 있다. 뉴잉글랜드, 중부태평양 연안 및 5대호 지방의 공업지역이 중핵이 되고, 내륙지방과 남부 및 태평양 서안에도 신흥 공업지대가 형성되어 있다. 러시아의 콤비나트 - 사회주의 정권이 확립된 1928년부터 수차의 5개년 또는 7개년 계획에 의해 상트페테르부르크와 모스크바의 구공업지대 외에 크리보이로크·마그니토고르스크·타시켄트·카라간다·케메로보 등지에 콤비나트라고 불리는 공업지대가 형성되었다. 신흥국의 공업지역 - 일반적으로 신흥국에서는 원료나 에너지자원의 소재지에서 면, 제철, 정유, 화학비료 및 수출농산품 등의 가공업을 중심으로 공업화가 진행되어 신흥 공업도시의 탄생을 보고 있으나 공업화가 어느 한 부문 또는 몇 개 부문으로 기울어지고 있는 것이 현상이다.

## 같이 보기
- 산업